# Sewaren
Sewaren és una concentració de població designada pel cens dels Estats Units a l'estat de Nova Jersey. Segons el cens del 2000 tenia 2.780 habitants.

## Demografia
Segons el cens del 2000, Sewaren tenia 2.780 habitants, 1.019 habitatges, i 768 famílies. La densitat de població era de 1.129,9 habitants/km².
Dels 1.019 habitatges en un 34,5% hi vivien nens de menys de 18 anys, en un 57% hi vivien parelles casades, en un 13,5% dones solteres, i en un 24,6% no eren unitats familiars. En el 20,6% dels habitatges hi vivien persones soles el 7% de les quals corresponia a persones de 65 anys o més que vivien soles. El nombre mitjà de persones vivint en cada habitatge era de 2,73 i el nombre mitjà de persones que vivien en cada família era de 3,16.
Per edats la població es repartia de la següent manera: un 23,8% tenia menys de 18 anys, un 7,5% entre 18 i 24, un 31,5% entre 25 i 44, un 24,6% de 45 a 60 i un 12,6% 65 anys o més.
L'edat mediana era de 38 anys. Per cada 100 dones de 18 o més anys hi havia 88,1 homes.
La renda mediana per habitatge era de 62.381 $ i la renda mediana per família de 72.685 $. Els homes tenien una renda mediana de 46.683 $ mentre que les dones 35.655 $. La renda per capita de la població era de 24.681 $. Aproximadament el 2,5% de les famílies i el 3,5% de la població estaven per davall del llindar de pobresa.

## Poblacions més properes
El següent diagrama mostra les poblacions més properes.